# Flemming Kilander Larsen
Flemming Kilander Larsen (født 28. maj 1927) er en tidligere dansk atlet og senere direktør for det danske møbelindustri forbund. Han var medlem af Københavns IF.

## Danske mesterskaber
- Sølv 1949 110 meter hæk 15,6
- Bronze 1946 110 meter hæk 16,3

## Personlige rekord
- 110 meter hæk: 15,3 1949
- 400 meter hæk: 56,2 1947
- Længdespring: 6,49 1945
- Trespring: 13,77 1946